# دریاچه کیزی
دریاچه کیزی (به روسی: Кизи or Большое Кизи) یک دریاچه بزرگ آب شیرین است که در سرزمین خاباروفسک در کشور روسیه قرار دارد. وسعت این دریاچه ۲۸۰ کیلومترمربع بوده و بیشترین عمق آن ۳ الی ۴ متر می‌باشد. از این دریاچه برای امور شیلات استفاده می‌شود.